# Scotoleon eiseni
Scotoleon eiseni är en insektsart som först beskrevs av Banks 1908.  Scotoleon eiseni ingår i släktet Scotoleon och familjen myrlejonsländor. Inga underarter finns listade i Catalogue of Life.